# Racine tubéreuse

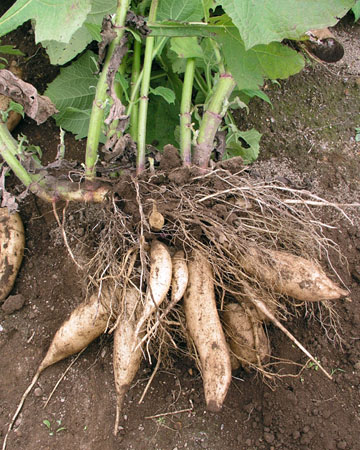
Racines tubéreuses de Yacon (Smallanthus sonchifolius).

En botanique, une racine tubéreuse (ou tubérisée) est un type d'organe souterrain destiné à l'accumulation de nutriments (organe de réserve), comme les rhizomes, cormes, bulbes et tubercules. La différence essentielle est que ces derniers sont des tiges modifiées, tandis que la racine tubéreuse est, comme son nom l'indique, une racine épaissie, hypertrophiée, adaptée à la fonction de stockage de réserve. 
Les racines tubéreuses peuvent former un groupe à partir de la couronne ou de la base de la plante d'où émergent les tiges, comme chez le dahlia, ou être simple comme chez la carotte ou la betterave sucrière. Pendant la saison de croissance, ces racines se spécialisent dans le stockage de nutriments produits par la photosynthèse dans les feuilles, principalement amidon et inuline. Le manioc (Manihot esculenta) et le Dahlia , sont des exemples typiques de plantes à racines tubéreuses. Ce type de racines est également présent chez d'autres genres de plantes, notamment   Eremurus, Clivia, Alstroemeria et Ranunculus.
Chez certaines espèces de plantes, la région tubérisée peut être formée en partie par l'axe hypocotylé et en partie par la région supérieure de la racine (carotte, betterave).